# Alfons Van den Brande
Alfons Van den Brande (Kessel, 15 februari 1928 – Lier, 23 april 2016) was een Belgisch wielrenner.

## Levensloop en carrière
Van den Brande werd professioneel wielrenner in 1952. In 1961 stopte hij met wielrennen.

## Belangrijkste overwinningen
- , 2e etappe A, Ronde van België, 1957

## Belangrijkste ereplaatsen
- , Ronde van Vlaanderen 1954
- , Dwars door Vlaanderen, 1955
- , Waalse Pijl, 1955

## Resultaten in grote wielerrondes
| Jaar | Ronde van Italië | Ronde van Frankrijk | Ronde van Spanje |
| ---- | ---------------- | ------------------- | ---------------- |
| 1954 |                  | opgave              |                  |